# 林子揚 (香港音樂人)
林子揚（Paul Lin，1971年12月10日—），為香港著名音樂人，能曲、詞、編、監、唱、演。

## 早年生活
林子揚畢業於香港中文大學數學系，副修電腦及統計學，中學就讀於聖保羅書院，小學就讀於北角衛理小學。

## 音樂歷程
入行於1995年，為「星工廠」旗下合約音樂人，師承許願及趙增熹。第一首出版歌曲為許志安「荒廢的樂園」，並取得商台叱咜流行榜冠軍之佳績。林子揚事業之第一階在「星工廠」渡過，創作流行歌曲、電視、電影及廣告原創音樂等，不斷累積及學習專業音樂製作經驗。

## 音樂劇/舞台劇（全劇音樂創作及音樂總監）
- 音樂劇《英雄本色》香港善導會「甦星劇團」創團音樂劇
- 舞台劇《破繭天使》主題曲 香港善導會「甦星劇團」（作曲、編曲、監製）
- 音樂劇《我。小王子》理想文化（上海公演）
- 音樂劇《我不完美》Theatre Noir
- 音樂劇《螺絲小姐》Theatre Noir
- 音樂劇《EMI 白金指數》香港話劇團兒童團
- 音樂劇《心慌。謊》中英劇團元朗青少年音樂劇團
- 音樂劇《莎翁的情書》（首演及多次重演） 香港話劇團黑盒劇場（部份歌曲之作曲）
- 音樂劇《爆裂﹒耶穌﹒受難曲》影音使團
- 音樂劇《燃燒國度 201》真証傳播 （部份歌曲之作曲）
- 音樂劇《柬…約！》普世基督徒關懷差會
- 音樂劇《猜。情。尋》普世基督徒關懷差會
- 音樂劇《校園幹探易合一之秘密花園之謎》大細路劇團
- 音樂劇《活得更精彩》雷臺製作
- 音樂劇《下一站...去愛》雷臺製作
- 舞台劇《鐵路安全之達人》主題曲 香港話劇團 x MTR（作曲、編曲、監製）
- 舞台劇《赤色藍房間》ieStage
- 舞台劇《辛辣人妻》Loft Stage
- 舞台劇《係既！特首！》中英劇團
- 舞台劇《品香飯店》東亞娛樂
- 音樂劇《捉迷藏》海團劇場（首演及重演）（音樂總監及現場伴奏）
- 音樂劇《遺忘了的撲滿》海團劇場 4/2016（音樂總監及現場伴奏）
- 音樂劇《你。想生活》2010 文化大使計劃（音樂總監）
- 音樂劇《Go Forward in Faith》青年會書院 65 週年音樂劇（編劇、作曲及編曲）
- 音樂劇《Hearts Aflame》民生書院 85 週年音樂劇
- 音樂劇《在籃板上喝采》靈糧堂劉梅軒中學 10 週年音樂劇
- 音樂劇 聖心書院 150 週年音樂劇
- 音樂劇《如鷹展翅》香港仔浸信會呂名才院 40 週年音樂劇
- 音樂劇 宣道小學週年音樂劇
- 音樂劇《毒裁者》學校巡迴音樂劇
- 音樂劇《鋼鐵情人》學校巡迴音樂劇
- 音樂劇《2047》2014 國際綜藝合家歡中學學校巡迴音樂劇
- 音樂劇《Web 2.0》學校巡迴音樂劇
- 音樂劇《聰嗚密語》Theatre Noir
- 音樂劇《狄更斯的快樂聖誕》2013 Theatre Noir （全劇重新編曲）
- 音樂劇《Fame》2016 香港城市理工大學 （全劇重新編曲）
- 音樂劇《Grease》2017 香港城市理工大學（全劇重新編曲）

## 流行音樂作品
- Supper Moment - Come On Hong Kong（作曲）
- 唐韋琪 - 終生守候（作曲、編曲、監製）
- 鄭秀文 - 感情線上（編曲）
- 盧巧音 - 絲路（編曲）
- 蕭瀟 、譚耀文 - 沒完沒了（編曲，與許愿共同作曲）
- 謝天華 - 朝陽（與劉祖德、謝國維共同作曲）
- 杜麗莎 - 今天愛情報告（作曲、編曲）
- 蕭瀟 、劉祖德 - 天地浪漫（編曲，與許愿共同作曲）
- 謝天華 - 吃喝時代（作曲、編曲）
- 陳小春 - 純情白痴（作曲）
- 方力申 - 快將暑假拍下來（作曲、編曲）
- 劉祖德 - 為你煮餸（作曲、編曲）
- 風火海 - 非一般見識（作曲、編曲）
- 張信哲 - 一週運程（作曲、編曲）
- 張信哲 - 仍然心痛（與劉祖德、謝國維共同作曲）
- 梁漢文 - 1999（作曲、編曲）
- 許志安 - 荒廢的樂園（作曲）
- 梁詠琪 - 自由落體（作曲）
- 許志安 - 不想你（作曲、編曲）
- 劉德華 - 新好情人（作曲、編曲）
- 張學友 - 三思而後行（作曲）
- 李惠敏 - 心跳回憶（作曲、編曲）
- 楊千嬅 - 快樂的（作曲、編曲）
- 譚耀文 - 烽火情天（編曲）
- 古天樂 - 代糖（作曲）
- 唐韋琪 - 為食皇（作曲、編曲、監製）
- 陳小春 - 小春電器（作曲、編曲）
- 吳倩蓮 - 麻木（作曲、編曲）
- 吳倩蓮 - 體溫（作曲、編曲）
- 李克勤 - 從開始...至今（作曲）
- 李克勤 - Tears Went Dry（作曲、編曲）
- 陳曉東 - 從深海中到外太空（與劉祖德共同編曲）

## 電視/電影/微電影音樂
- 家。多一點愛（RTHK，第一輯及第二輯）
- The XX Suitman
- 十月初五的月光
- 球愛情緣
- 美味情緣
- 大喜之家
- FM701
- 妙心仁心2
- 鑒證實錄
- 俗世情真
- 食神
- 將軍阿福
- 龍堂
- 鐵窗邊緣
- 少年賭神
- 飛虎雄心2
- 月亮的秘密
- 相約二千年

## 廣告音樂
- TVC：  AIA《動態！投の雙打！》
- TVC：《 QV X 黃又南 - R R Land 星聲夢裏痕 》
- TVC：《Twin Peaks》
- TVC：《龍華信用財務》
- TVC：《祈福新村》
- TVC：《日本城》

## 其他音樂作品
- 唐韋琪迎聖誕演唱會 2017（音樂總監）
- 海團劇場《熱烈地彈琴熱烈地唱》（音樂總監及現場伴奏）
- 海團劇場《HAPPY BIRTHDAY TO YOU 今晚預我》音樂會（音樂總監及現場伴奏）
- 麥映緹《You are Special》音樂會（音樂總監及現場伴奏）
- 元朗藝術節2017主題曲「創意在元朗」（作曲、編曲、監製）
- 1881 開幕大型燈光匯演主題音樂
- 香港善導會 60 週年主題曲「明燈」（作曲、編曲、監製）
- 香港聖公會福利協會 50 週年主題曲「生命如歌」（編曲、監製）
- 香港足球隊官方打氣歌 「Come On Hong Kong」（作曲）
- 香港超級足球聯賽主題音樂
- A.P.P.L.E.: HK Police Psychological Wellness Promotion 2013 Theme Song
- Dartslive Asia 比賽主題音樂
- 2015「圓方」聖誕小鎮燈光匯演主題音樂
- 香港電台「2007 區議會選舉論壇」主題音樂
- 香港電台「2008 立法議會選舉論壇」主題音樂
- 香港宣道會 2009 宣教年主題曲
- 「力克‧胡哲」2009 見證會「有 Faith‧可飛」主題曲

## 獨立專輯製作
- 音樂劇《英雄本色》原聲大碟 香港善導會甦星劇團（全碟監製、編曲、錄音、混音）
- 音樂劇《燃燒國度201》原聲大碟 真証傳播（全碟監製、錄音、混音）
- 《承傳》香港聖公會聖士提反堂青年部敬拜隊 （全碟監製、編曲、錄音、混音）
- 《我的心，我的歌》香港聖公會詩歌創作精選 （全碟錄音、混音）
- 《本世紀經典流行音符》音樂盒純音樂 環球唱片 （全碟監製、編曲、錄音、混音）
- 《The Sound of Music》音樂盒純音樂 Sony Music （全碟監製、編曲、錄音、混音）
- 《世上重拾愛》福音歌手 劉文良 （全碟監製、錄音、混音）
- 《Follow Him》福音歌手 Tracy Ho （全碟監製、錄音、混音）
- 《求主醫治的禱告》（全碟監製、編曲、錄音、混音）
- 《永恆的祝福》（全碟監製、編曲、錄音、混音）
- 《願你平安》（全碟監製、編曲、錄音、混音）
- 《迦密中學40週年紀念歌集》（全碟監製、錄音、混音）
- 《和聲社區合唱團》聖雅各福群會（全碟監製、錄音、混音）
- 《爝詩使團2》（全碟監製、編曲、錄音、混音）
- 《爝詩使團3》（全碟監製、編曲、錄音、混音）
- 《萬國兒童佈導團兒歌》 2014-2017（全碟監製、編曲、錄音、混音）
- 《願為你作光》光亮發展協會 （全碟監製、編曲、錄音、混音）

## 演出
- 音樂劇《我的長腿叔叔》Theatre Noir （演出長腿叔叔）
- 音樂劇《莎翁的情書》重演 香港話劇團（演出主要演員）
- 學校巡迴音樂劇《毒裁者》
- 學校巡迴音樂劇《鋼鐵情人》
- 音樂劇《燃燒國度201》（香港文化中心大劇院，演出男主角David）
- 音樂劇《天使聲》Sharehymns （演出男主角）
- CitiBank eBanking 宣傳片 （創作及演出）
- Hallmark Channel 宣傳片
- 蘇黎世保險電視廣告
- 第19屆香港舞台劇頒獎禮opening表演嘉賓（創作及演出）
- 第21屆香港舞台劇頒獎禮opening表演嘉賓（創作及演出）
- 聲演：《Faber Castell》公司宣傳片旁述
- 聲演：《Fancl》 公司宣傳片旁述
- 聲演：《鼎展金業》TVC VO
- 聲演：《E-Max Home 家居中心》TVC VO
- 聲演：《Kiwi Kitchens》TVC VO
- 聲演：《瑞士Skin Biotics》TVC VO

## 專欄及Podcast
- 《Lam Sound》PC Market
- Cosmo Girl
- Men'sUno
- iShop
- 《大蘋果時代》Podcast
- 《香港．300》香港電台 video podcast

## 外部連結
- 林子揚音樂製作官方網頁 （页面存档备份，存于）
- 林子揚指紋性格分析官方網頁 （页面存档备份，存于）